# Douce nuit, sanglante nuit 4 : L'Initiation
Série
Douce nuit, sanglante nuit 3 : Coma dépassé
(1989) Douce nuit, sanglante nuit 5 : Les Jouets de la mort
(1991)
Pour plus de détails, voir Fiche technique et Distribution.
Douce nuit, sanglante nuit 4 : L'Initiation (Initiation: Silent Night, Deadly Night 4) est un film de Noël horrifique américain réalisé par Brian Yuzna, sorti en DTV en 1990.

## Synopsis
Engoncée dans des tâches subalternes au sein de sa rédaction, une jeune femme rêvant d'être journaliste enquête sur la mort atroce d'une fille décédée d'une combustion spontanée présumée. Elle découvre que c'est une assemblée de féministes qui font de la magie

## Fiche technique
- Titre français : Douce nuit, sanglante nuit 4 : L'Initiation
- Titre original : Initiation: Silent Night, Deadly Night 4
- Réalisation : Brian Yuzna
- Scénario : Woody Keith
- Musique : Richard Band
- Photographie : Philip Holahan
- Montage : Peter Teschner (en)
- Production : Richard N. Gladstein
- Société de production : Silent Films Inc.
- Société de distribution : Live Home Video
- Pays :  États-Unis
- Langue : Anglais
- Format : Couleurs - 1,33:1 - Dolby
- Genre : Horreur
- Durée : 86 min

- Interdit aux moins de 12 ans.

## Distribution
- Neith Hunter (en) : Kim Levitt
- Maud Adams : Fima
- Tommy Hinkley : Hank
- Clint Howard : Ricky
- Jeanne Bates : Katherine Harrison
- Allyce Beasley : Janice
- Reggie Bannister : Eli
- Marjean Holden : Jane Innane
- Ben Slack : Gus
- Laurel Lockhart : Ann
- Conan Yuzna : Lonnie

## Autour du film
- Bien que le film soit officiellement une suite à la saga, il ne reprend aucun des ingrédients des trois précédents volets. En effet, aucun lien avec des personnages passés ni même d'assassin déguisé en Père Noël n'est évoqué ou présent de tout le film.
- Conan Yuzna, qui interprète le rôle de Lonnie, et qui le reprendra dans Douce nuit, sanglante nuit 5 : Les Jouets de la mort un an plus tard, est le fils du réalisateur Brian Yuzna.